# 塔尔万迪拜
塔尔万迪拜（英語：Talwandi Bhai），是印度旁遮普邦Firozpur县的一个城镇。总人口14,570（2001年）。

## 人口
该地2001年总人口14570人，其中男性7697人，女性6873人；0—6岁人口2004人，其中男1113人，女891人；识字率62.61%，其中男性为66.36%，女性为58.40%。